# Ladrilho

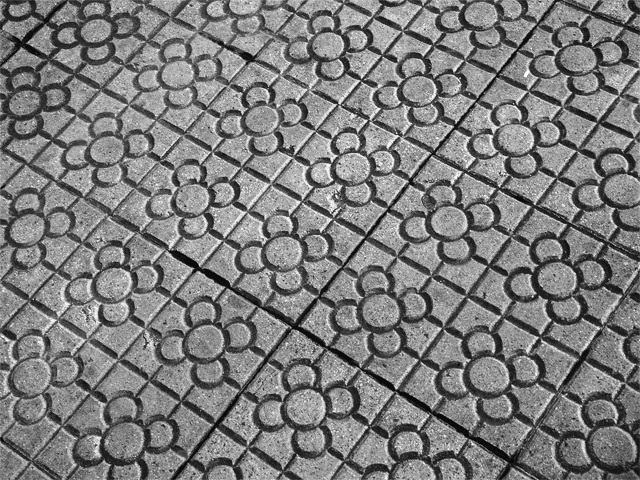
Ladrilho urbano conhecido como ladrilho de Bilbau

Ladrilho é uma pequena placa de cerâmica, mármore, pedra, porcelana, argila, metal, etc., de vários formatos, utilizada para constituir um revestimento, normalmente pisos mas também mesas, fornos ou outros.
São peças em geral quadradas ou retangulares, de cerâmica, de barro cozido ou de cimento, empregada no revestimento de paredes ou de pavimentos.
Um conjunto de ladrilhos, lado a lado, de modo que não deixe espaços vazios entre eles, é chamado de mosaico.

## Ladrilhos decorativos e tijolos coloridos

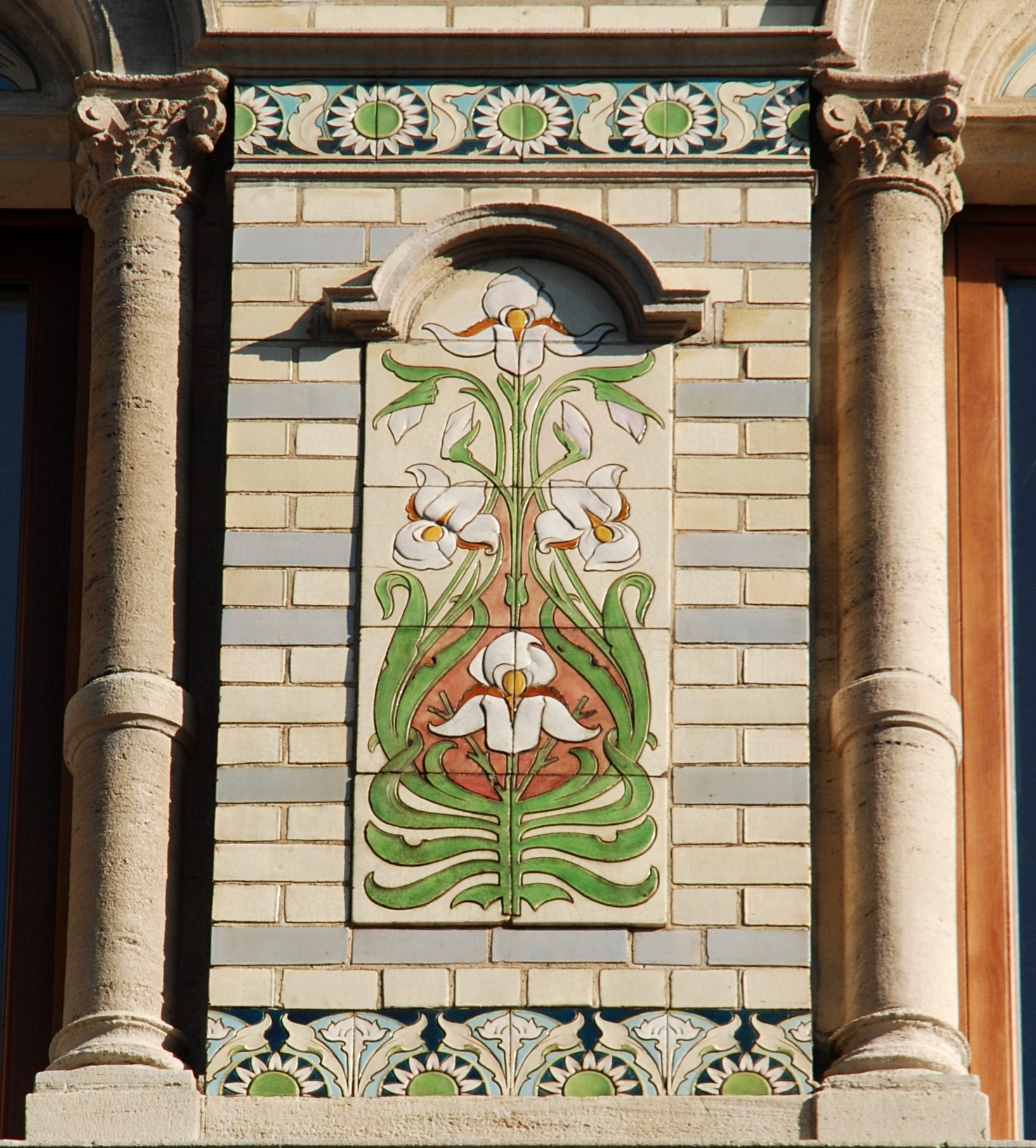
Art Nouveau em ladrilhos, em Bruxelas, Bélgica

Ladrilhos decorativos ou arte em azulejo devem ser diferenciados de mosaico, onde as formas são feitas de um grande número de pequenas tesselas posicionadas irregularmente, cada uma de uma única cor, geralmente de vidro ou às vezes de cerâmica ou pedra. Existem vários padrões de ladrilhos, como herringbone, escalonado, deslocado, grade, empilhado, catavento, parquet de Versailles , cestaria, azulejos Art, diagonal, chevron e encáustico, podendo variar em tamanho, forma, espessura e cor.

## História

### Antigo Oriente Médio
A evidência mais antiga de tijolo esmaltado é a descoberta de tijolos esmaltados no Templo Elamita em Choga Zambil, datado do século XIII antes de Cristo. Tijolos vitrificados e coloridos foram usados para fazer baixos-relevos na Antiga Mesopotâmia, mais famosa a Porta de Istar de Babilônia (ca. 575 a.C.), agora parcialmente reconstruída em Berlim, com seções em outro lugar. Artesãos da Mesopotâmia foram importados para os palácios do Império Aquemênida, como Persépolis.
O uso de tijolos secos ao sol ou adobe era o principal método de construção na Mesopotâmia, onde a lama do rio era encontrada em abundância ao longo do Tigre e Eufrates. Aqui, a escassez de pedra pode ter sido um incentivo para desenvolver a tecnologia de fabricação de tijolos de forno para uso como alternativa. Para fortalecer as paredes feitas de tijolos secos ao sol, os tijolos queimados começaram a ser usados como uma capa protetora externa para edifícios mais importantes, como templos, palácios, muros da cidade e portões. Fazer tijolos cozidos é uma técnica avançada de cerâmica. Tijolos cozidos são massas sólidas de argila aquecidos em fornos a temperaturas entre 950° e 1.150° graus Célsius, e um tijolo cozido bem feito é um objeto extremamente durável. Como os tijolos secos ao sol, eles eram feitos em moldes de madeira, mas para os tijolos com decoração em relevo, moldes especiais tinham que ser feitos.

### Subcontinente indiano antigo
Salas com piso frio feito de argila decoradas com padrões circulares geométricos foram descobertas nos vestígios antigos de Kalibangan,  Balakot e Aladino.
O ladrilho foi usado no segundo século pelos reis do cingalês da antiguidade Seri Lanca, usando pedras polidas e polidas colocadas no chão e em piscinas. Os historiadores consideram as técnicas e ferramentas para ladrilhamento bem avançadas, evidenciadas pelo fino acabamento e ajuste perfeito dos ladrilhos.

### Islâmico
Os primeiros mosaicos islâmicos no Irã consistem principalmente em decorações geométricas em mesquitas e mausoléus, feitas de tijolos vitrificados. Os ladrilhos turquesa típicos se tornaram populares entre os séculos X e XI e são usados principalmente para inscrições cúficas nas paredes das mesquitas.  Mesquita Saíde em Ispaã (1122), Cúpula de Maraqué (1147) e a Mesquita Jame de Gonabade (1212) estão entre os melhores exemplos. A cúpula da Mesquita de Jame 'Atiq de Qazvin também é datada desse período.
A idade de ouro da azulejaria persa começou durante o Império Timúrida. Na técnica moraq, ladrilhos de uma única cor eram cortados em pequenas peças geométricas e montadas despejando gesso líquido entre elas. Após o endurecimento, esses painéis foram montados nas paredes dos edifícios. Mas o mosaico não se limitou a áreas planas. As telhas foram usadas para cobrir as superfícies internas e externas das cúpulas. Exemplos proeminentes de Timúrida desta técnica incluem a Mesquita Jame de Iazde (1324–1365 depois de Cristo), Mesquita Goarxade (1418 depois de Cristo), a Madraça do Cã em Xiraz (1615 depois de Cristo), e a Mesquita Molana (1444 depois de Cristo).
Outras técnicas importantes de azulejos dessa época incluem azulejos girih, com seu girih branco característico, ou tiras.
Mirabes, sendo os pontos focais das mesquitas, eram geralmente os locais onde os azulejos mais sofisticados eram colocados. O mirabe do século XIV em Madraça do Imame em Ispaã é um excelente exemplo de união estética entre a arte do calígrafo islâmico e o ornamento abstrato. O arco pontiagudo, emoldurando o nicho do mirabe, tem uma inscrição na escrita cúfica usada no Alcorão do século IX.
Uma das obras-primas arquitetônicas mais conhecidas do Irã é a Mesquita do Xá em Ispaã, do século XVII. Sua cúpula é um excelente exemplo de mosaico de azulejos e seu salão de oração de inverno abriga um dos melhores conjuntos de azulejos "cuerda seca" do mundo. Uma grande variedade de ladrilhos teve que ser fabricada a fim de cobrir formas complexas do salão com padrões de mosaico consistentes. O resultado foi um triunfo tecnológico, bem como uma exibição deslumbrante de ornamentos abstratos.
Durante o  período Safávida, os ornamentos de mosaico foram frequentemente substituídos por uma técnica de haft rang  (sete cores). Os quadros foram pintados em ladrilhos retangulares lisos, esmaltados e queimados posteriormente. Além de razões econômicas, o método das sete cores dava mais liberdade aos artistas e era menos demorado. Foi popular até o Império Cajar, quando a paleta de cores foi estendida para amarelo e laranja. As sete cores dos ladrilhos Haft Rang eram geralmente preto , branco, ultramarino,  turquesa, vermelho, amarelo e  fulvo.

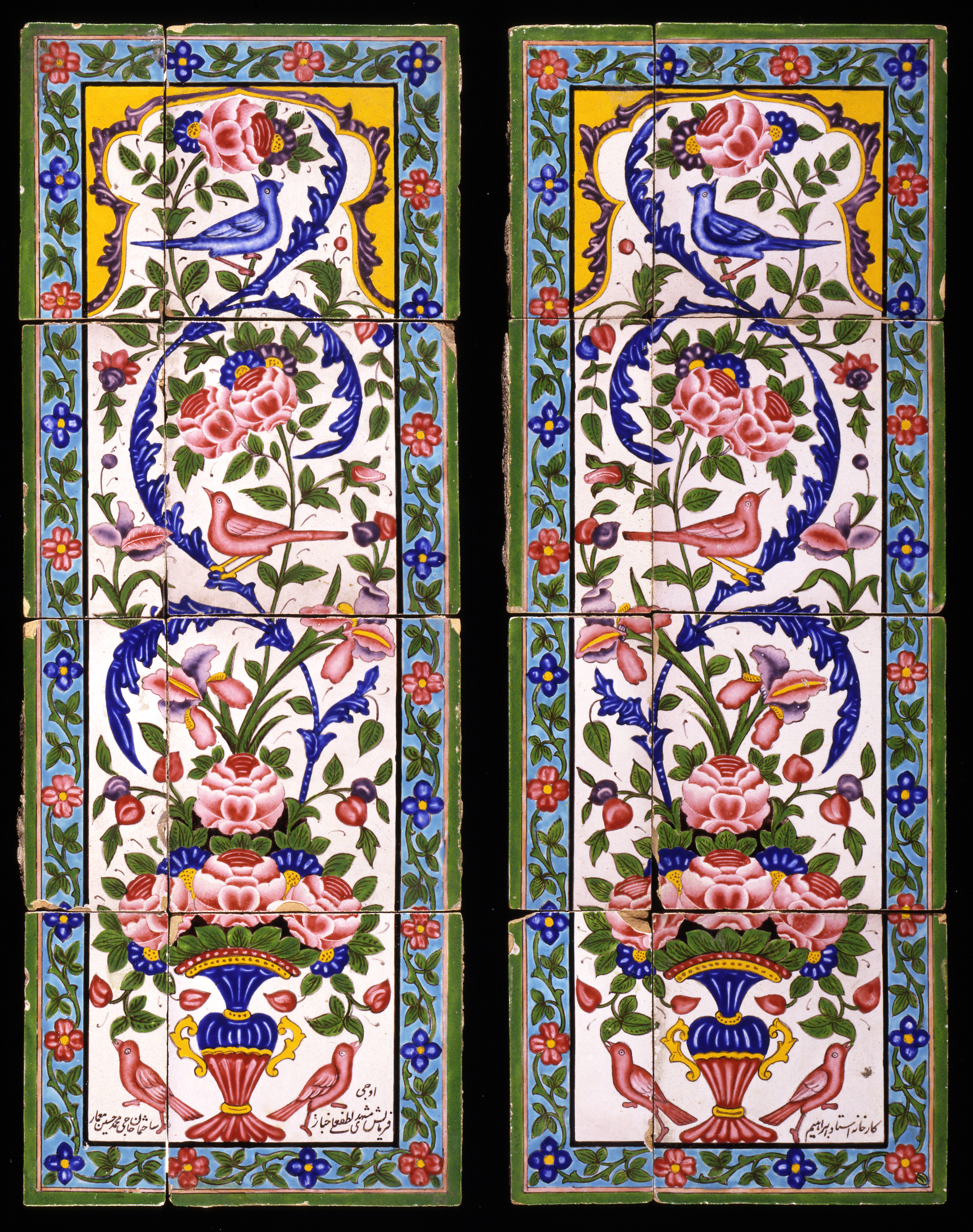
Dois painéis de ladrilhos de faiança pintados com policromado esmaltes sobre um esmalte branco. (Irã)

A tradição Persianada continuou e se espalhou por grande parte do mundo islâmico, notavelmente a cerâmica de İznik da Turquia sob o Império Otomano nos séculos XVI e XVII. Palácios, edifícios públicos, mesquitas e mausoléus de Türbe foram fortemente decorados com grandes padrões de cores vivas, normalmente com motivos florais e frisos de complexidade surpreendente, incluindo motivos florais e caligrafia também como padrões geométricos.

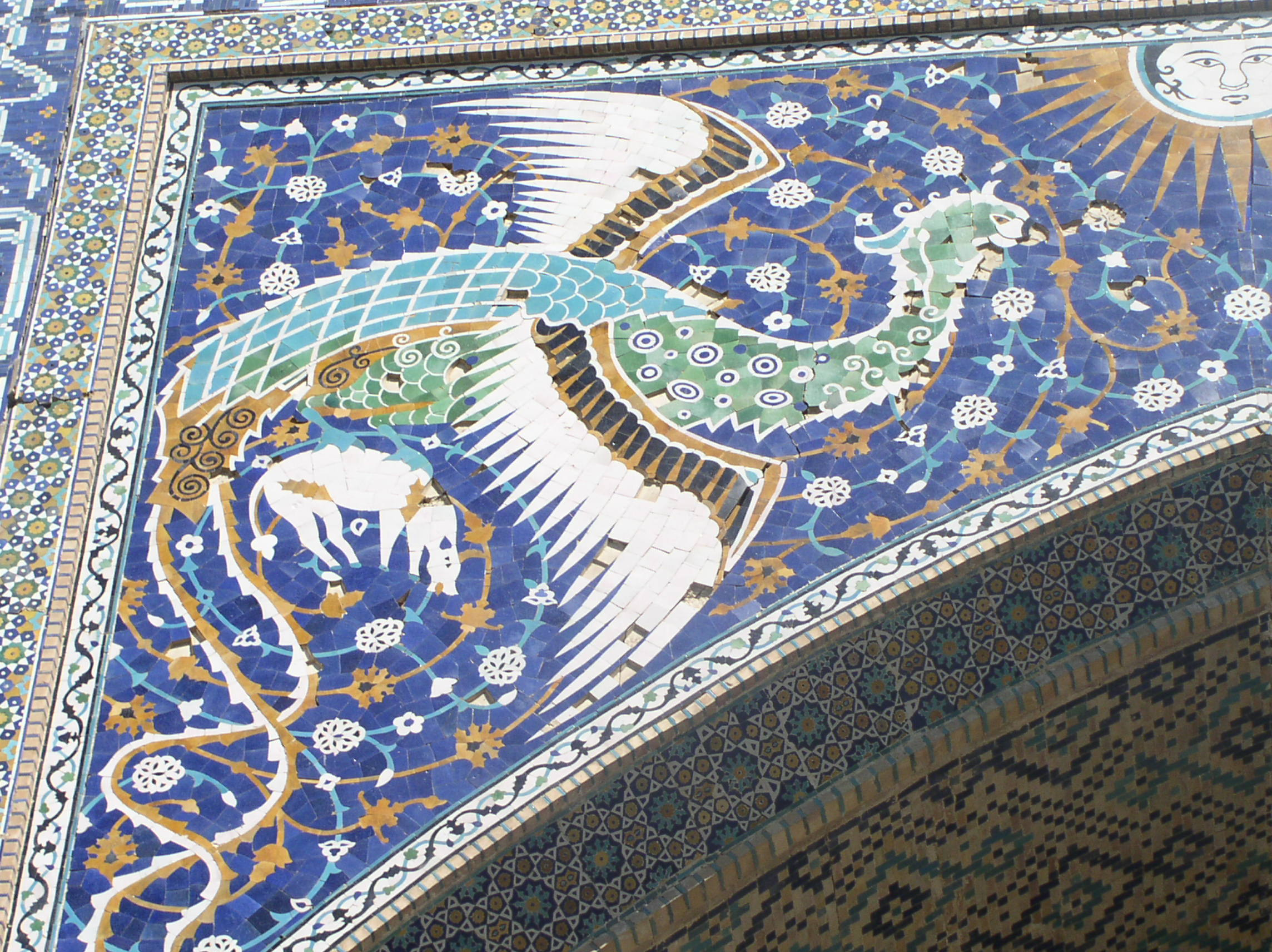
Fênix no portal da Madraça de Nadir Divã-Begue, Bucara, Usbequistão

Os edifícios islâmicos em Bukhara na Ásia central (séculos XVI ao XVII) também exibem ornamentos florais muito sofisticados. No sul da Ásia monumentos e santuários adornados com  Kashi, azulejos da Pérsia, tornaram-se uma característica distinta dos santuários de Multã e Sinde. A Mesquita de Vazir Cã em Laore se destaca como uma das obras-primas do trabalho do tempo de Kashi do Império Mogol.

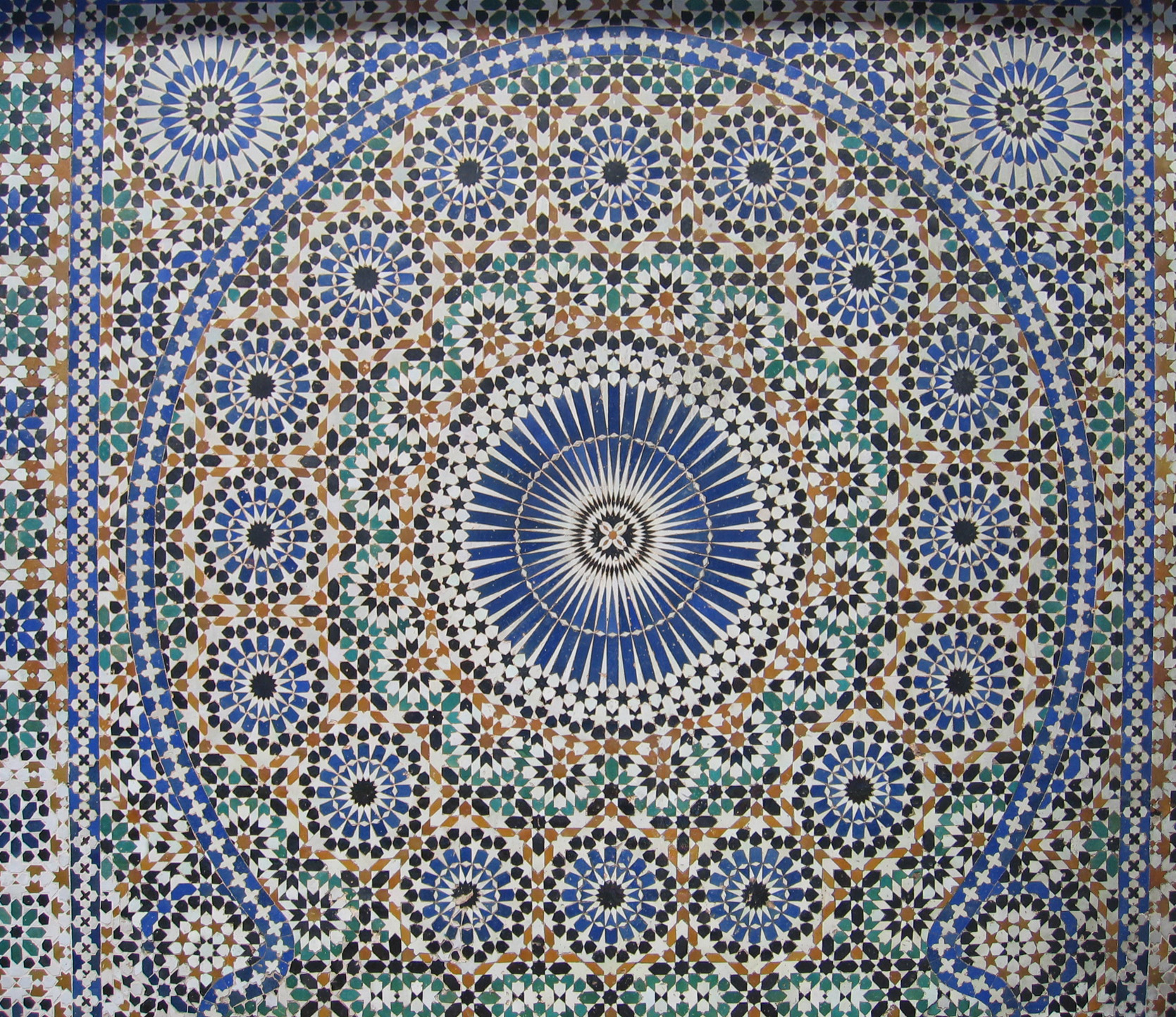
Zellige azulejos no Palace El-Hedine, Mequinez, Marrocos

A tradição zellige do árabe Norte da África usa pequenos ladrilhos coloridos de várias formas para fazer padrões geométricos muito complexos. Está a meio caminho de um mosaico, mas como as diferentes formas devem ser encaixadas com precisão, ele cai sob os ladrilhos. O uso de pequenos campos de vidro colorido também o torna mais parecido com esmaltação, mas com cerâmica ao invés de metal como suporte.

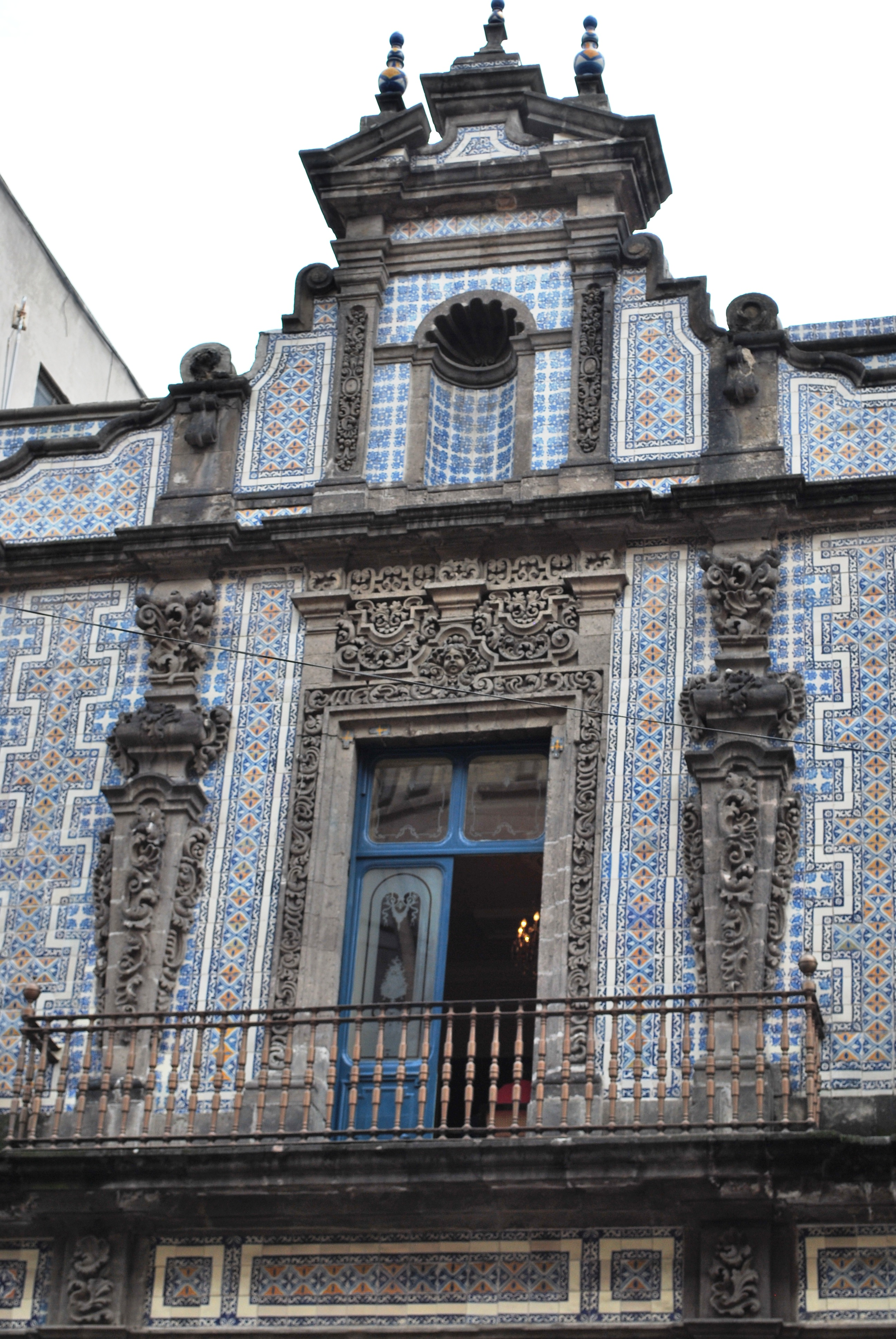
Casa de los Azulejos, Cidade do México, século XVIII, com azulejos

Azulejos são derivados de zellige, e o nome é igualmente derivado. O termo é um termo simples em português e espanhol para zellige e um termo para azulejos posteriores seguindo a tradição. Alguns azulejos são padrões geométricos em pequena escala ou motivos vegetativos, alguns são monocromáticos azuis e altamente pictóricos, e alguns não são. O período Barroco produziu cenas pintadas extremamente grandes em azulejos, geralmente em azul e branco, para paredes. Azulejos também foram usados na arquitetura latino-americana.
As influências medievais entre a azulejaria do Oriente Médio e a azulejaria na Europa ocorreram principalmente por meio da Hispânia islâmica, do Império Bizantino e do Império Otomano. Diz-se que o zellige Alhambra inspirou as tesselações de M. C. Escher.

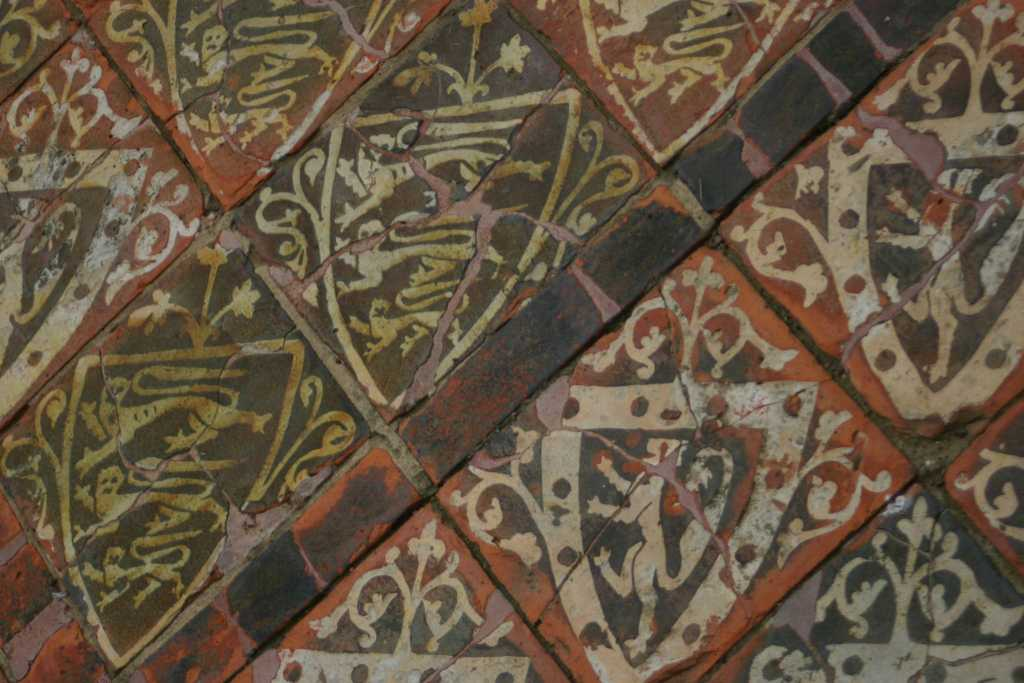
Azulejos encáusticos medievais na Abadia de Cleeve, Inglaterra

Os ladrilhos encáusticos medievais eram feitos de argila de várias cores, moldados e cozidos juntos para formar um padrão que, em vez de ficar na superfície, corria direto pela espessura do ladrilho e, portanto, não se desgastava.

### Europa Medieval
A Europa medieval fez uso considerável de azulejos pintados, às vezes produzindo esquemas muito elaborados, dos quais poucos sobreviveram. Histórias religiosas e seculares foram retratadas. Os ladrilhos imaginários com cenas do Antigo Testamento mostradas no chão em Jan van Eyck em 1434  , Anunciação em Washington é um exemplo. Os "azulejos de Tring" do século XIV no Museu Britânico mostram cenas da infância da " Vida de Cristo", possivelmente para uma parede em vez de um piso, enquanto seus "Tiles Chertsey" do século XIII, embora de uma abadia, mostram cenas de Ricardo Coração de Leão lutando com Saladino em um trabalho de alta qualidade. Telhas de letras medievais eram usado para criar inscrições  Cristão em pisos de  igreja.
Os azulejos de parede Delftware, normalmente com um design pintado cobrindo apenas um (bastante pequeno) azulejo azul e branco, eram onipresentes na Holanda e amplamente exportados para o norte da Europa a partir do século XVI, substituindo muitas indústrias locais. Vários palácios reais do século XVIII tinham salas de porcelana com as paredes totalmente revestidas de porcelana em azulejos ou painéis. Os exemplos sobreviventes incluem os do  Capodimonte, Nápoles, o Palácio Real de Madrid e o vizinho Palácio Real de Aranjuez.

### Extremo Oriente
Existem vários outros tipos de ladrilhos tradicionais que permanecem em fabricação, por exemplo, os pequenos ladrilhos zellige de cores vivas, quase em mosaico, de Marrocos e dos países vizinhos. Com exceções, notavelmente a Torre de Porcelana de Nanquim, ladrilhos decorados ou tijolos vitrificados não aparecem principalmente na cerâmica do Leste Asiático.

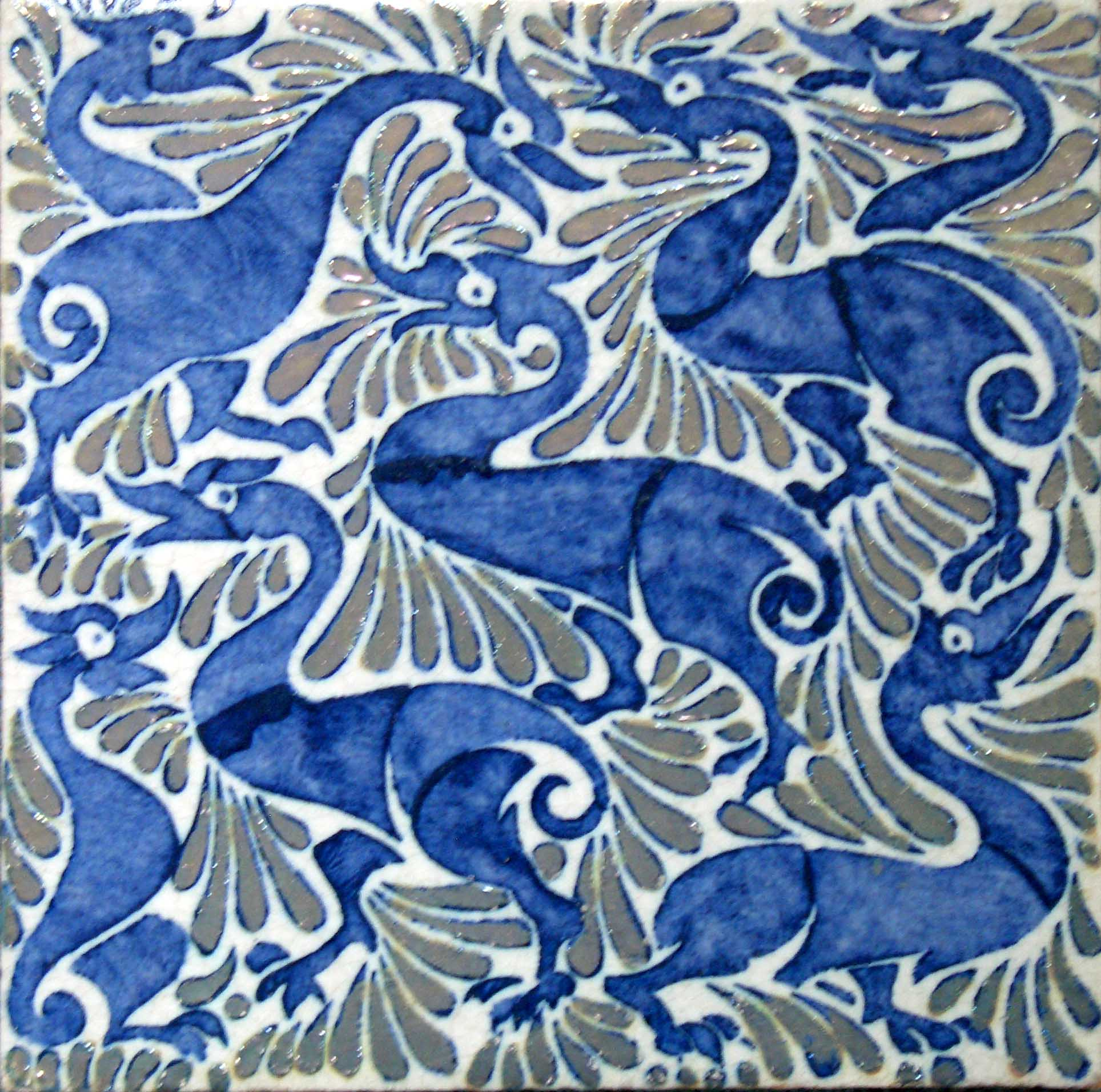
William de Morgan, patos fantásticos em ladrilhos de seis polegadas com reflexos brilhantes, período Fulham

### Europa Moderna
O período vitoriano viu um grande renascimento na telha, em grande parte como parte do Renascimento Gótico, mas também o Movimento de Artes e Ofícios. Ladrilhos padronizados ou ladrilhos que compõem padrões eram agora produzidos em massa por máquinas e nivelados de maneira confiável para pisos e baratos para produzir, especialmente para igrejas, escolas e prédios públicos, mas também para corredores domésticos e banheiros. Para muitos usos, a encáustica mais resistente foi usado. Ladrilhos de parede em vários estilos também reviveram; o aumento do banheiro contribuindo muito para isso, assim como a maior valorização do benefício da higiene nas cozinhas. William De Morgan foi o principal designer inglês trabalhando com azulejos, fortemente influenciado pelos designs islâmicos.
Desde o período vitoriano, os azulejos permaneceram o padrão para cozinhas e banheiros e muitos tipos de áreas públicas.
Portugal e  São Luís continuam a sua tradição de azulejo hoje, com os azulejos usados para decorar edifícios, navios e até mesmo pedras.

## Telhas

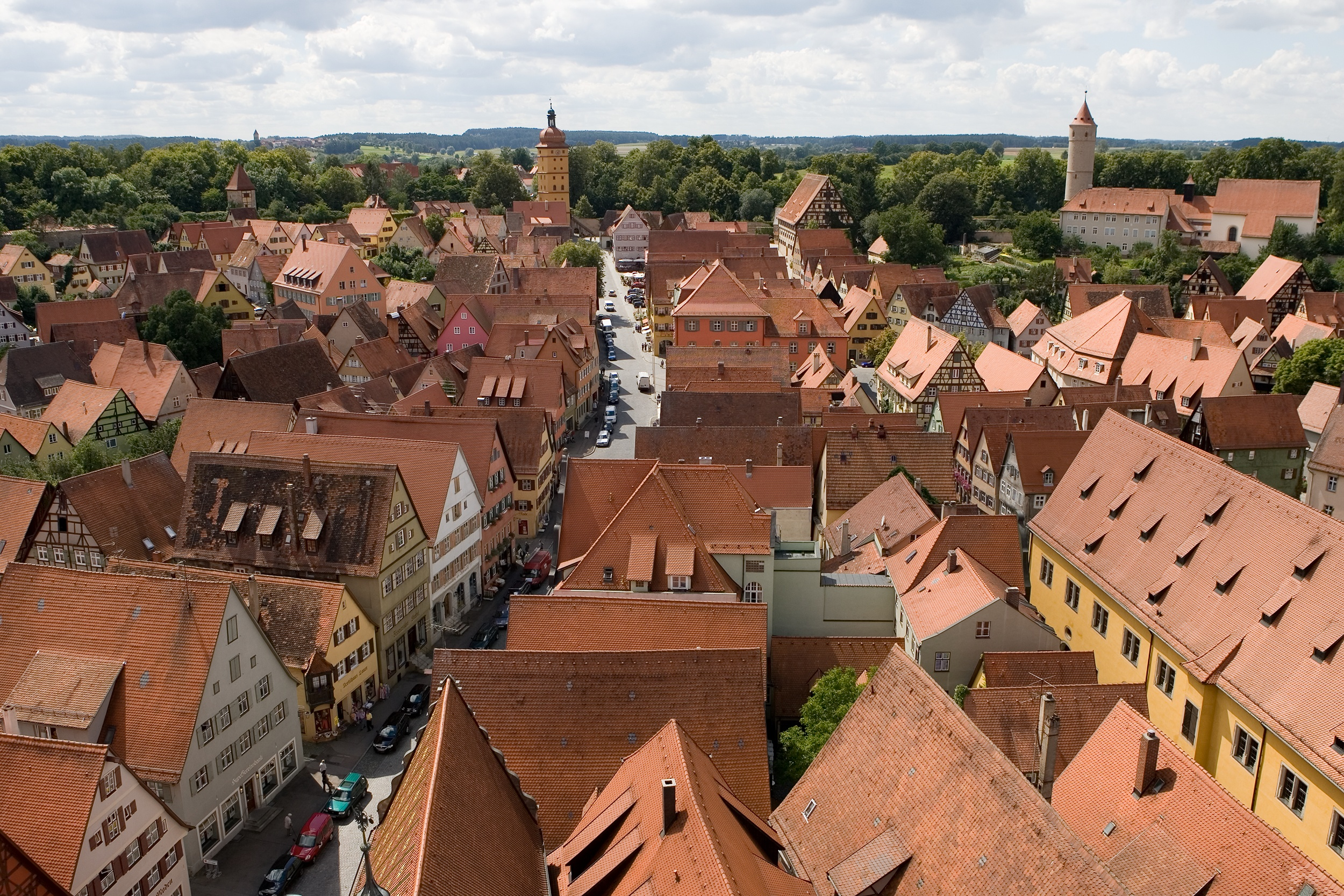
Telhados com telhas "cauda de castor" em Dinkelsbühl, Alemanha

As telhas são projetadas principalmente para impedir a entrada da chuva e do calor, e são tradicionalmente feitas de materiais disponíveis localmente, como argila, granito, terracota ou ardósia. Materiais modernos como concreto, vidro e plástico também são usados e algumas telhas de argila têm um esmalte à prova d'água. Um grande número de formas (ou "perfis") de telhas evoluiu.

## Ladrilhos cerâmicos
Geralmente são feitos de cerâmica ou pedra, embora os avanços tecnológicos recentes tenham resultado na borracha ou ladrilhos de vidro para pisos também. Os ladrilhos cerâmicos podem ser pintados e esmaltados. Pequenos ladrilhos de mosaico podem ser colocados em vários padrões. Os ladrilhos são normalmente colocados em argamassa consistindo em areia, cimento e, frequentemente, um aditivo de látex. Os espaços entre os ladrilhos são normalmente preenchidos com piso lixado ou não lixado sem argamassa, mas tradicionalmente era usada argamassa.
Ladrilhos de pedra natural podem ser bonitos, mas, como produto natural, são menos uniformes em cor e padrão e requerem mais planejamento para uso e instalação. Os ladrilhos de pedra produzidos em massa são uniformes em largura e comprimento. Os ladrilhos de granito ou mármore são serrados nas duas faces e depois polidos ou acabados na superfície superior para que tenham uma espessura uniforme. Outros ladrilhos de pedra natural, como ardósia, são tipicamente "rachados" (divididos) na superfície superior, de modo que a espessura do ladrilho varia ligeiramente de um ponto para outro e de um ladrilho para outro. As variações na espessura do ladrilho podem ser tratadas ajustando a quantidade de argamassa sob cada parte do ladrilho, usando linhas de argamassa largas que "rampam" entre as diferentes espessuras ou usando um cinzel frio para eliminar os pontos altos.

## Ladrilhos de teto
Os ladrilhos do teto são ladrilhos leves usados no interior de edifícios. Eles são colocados em uma grade de alumínio. Fornecem pouco isolamento térmico, mas geralmente são projetados para melhorar a acústica de uma sala ou para reduzir o volume de ar sendo aquecido ou resfriado.
As telhas de fibra mineral são fabricadas a partir de uma variedade de produtos; ladrilhos de feltro úmido podem ser fabricados de perlita, lã mineral e fibras de papel reciclado; os ladrilhos de lã de rocha são criados pela combinação de pedra fundida e ligantes que são girados para criar o ladrilho. As telhas de gesso são baseadas no mineral macio e, em seguida, acabadas com vinil, papel ou uma face decorativa.
Os ladrilhos do teto costumam ter padrões na face frontal; estes estão lá na maioria das circunstâncias para ajudar com a habilidade dos azulejos de melhorar a acústica.
Os ladrilhos do teto também fornecem uma barreira contra a propagação de fumaça e fogo. Quebrar, deslocar ou remover as placas do teto faz com que gases quentes e fumaça de um incêndio subam e se acumulem acima dos detectores e rociadores de incêndio. Isso atrasa sua ativação, acarretando em uma propagação mais rápida dos incêndios.
As telhas do teto, especialmente nas antigas casas mediterrâneas, eram feitas de terracota e colocadas no topo das vigas de madeira do teto e sobre elas eram colocadas as telhas. Eles foram então rebocados ou pintados, mas hoje em dia geralmente são deixados expostos para fins decorativos.
Os tetos modernos podem ser embutidos (com pregos ou cola) ou instalados como teto rebaixado.